# Frankrijk op het Eurovisiesongfestival 1994
Frankrijk deed in 1994 voor de zevenendertigste keer mee aan het Eurovisiesongfestival. In de Ierse stad Dublin werd het land op 30 mei vertegenwoordigd door Nina Morato met het lied "Je suis un vrai garçon". Zij eindigde met 74 punten op de 7de plaats.

## Nationale voorselectie
Net zoals het voorbije jaar koos men ervoor om een interne selectie te houden.
Men koos voor de zangeres Nina Morato met het lied "Je suis un vrai garçon".

## In Dublin
In Ierland moest Frankrijk optreden als 25ste en laatste, net na Polen. Op het einde van de puntentelling werd duidelijk dat Frankrijk de 7de plaats had gegrepen met 74 punten.

### Gekregen punten
Van Nederland kreeg het geen punten en  België deed niet mee in 1994.

#### Finale
| 12 punten | 10 punten | 8 punten               | 7 punten                          | 6 punten                     |
| --------- | --------- | ---------------------- | --------------------------------- | ---------------------------- |
|           | - Rusland | - Duitsland - Litouwen | - Noorwegen - Oostenrijk          | - Estland - Polen - Portugal |
| 5 punten  | 4 punten  | 3 punten               | 2 punten                          | 1 punt                       |
| - IJsland | - Cyprus  | - Zweden               | - Bosnië en Herzegovina - Ierland |                              |

### Punten gegeven door Frankrijk

#### Finale
Punten gegeven in de finale:
| 12 punten | Polen                 |
| 10 punten | Bosnië en Herzegovina |
| 8 punten  | Ierland               |
| 7 punten  | Hongarije             |
| 6 punten  | Portugal              |
| 5 punten  | Zwitserland           |
| 4 punten  | IJsland               |
| 3 punten  | Cyprus                |
| 2 punten  | Spanje                |
| 1 punt    | Rusland               |